# Николаев (учебное судно)
«Николаев» — учебное и госпитальное судно в составе Балтийского флота.

## История
Товаро-пассажирский пароход типа Patria. Спущен на воду 08.12.1894 на верфи завода Stettiner Maschinenbau AG Vulcan в Штеттине (Германия) по заказу Гамбург-Американской линии (HAPAG) под названием Palatia для перевозки эмигрантов в США. 28.04.1895 вышел в первый рейс по маршруту Гамбург-Гавр-Нью-Йорк. 11 февраля 1905 куплен российским Морским ведомством и передан русскому экипажу в Либаве. Капитальный ремонт был осуществлен в 1906 и 1910 гг. 14.08.1914 приказом по Балтийскому флоту №262 был переведён в разряд госпитальных судов, но вскоре возвращён в учебный отряд «ввиду его слишком большой величины». Участвовал в 1-й мировой войне и Февральской революции. 25 октября 1917 года перешел на сторону Советской власти, переименован в «Народоволец». 1 октября 1918 года передан Трансбалту. Входил в состав госпитальной флотилии Красного Креста. 18 сентября 1919 года возвращен в состав флота и 1 октября 1919 года в качестве транспорта включен в состав госпитальной флотилии Балтийского флота. 6 июня 1920 года затонул на Неве в Петрограде в результате аварии. 1 мая 1925 года поднят «Металлосиндикатом», сдан в порт на хранение и впоследствии разобран на металл.

## Причины опрокидывания
«Народоволец» обладал очень малой начальной остойчивостью. Для придания большей остойчивости на него было погружено около 1500 т постоянного балласта. Однако, с течением времени часть этого балласта была снята; были сняты также и некоторые тяжелые предметы его оборудования (минные аппараты, динамомашины, насосы, станки и т. д.). Таким образом, остойчивость судна была значительно уменьшена и оно обычно имело крен от 1 до 5° то на один, то на другой борт, причем изменение крена происходило иногда внезапно.
Накануне катастрофы п/х «Народоволец» стоял у набережной Васильевского острова, имея крен на левый борт около 5° в сторону набережной.
С целью выравнять крен младшие механики без ведома капитана, старшего механика и вахтенного помощника капитана откачали водяной балласт из левых междудонных балластных цистерн, оставив его только в правых. В результате этой операции малоостойчивое судно стремительно накренилось на правый борт, швартовые концы лопнули, и судно получило крен на правый борт до 20°. Так как на небольшой высоте от ватерлинии находился ряд открытых иллюминаторов, через которые хлынула вода, то через короткий промежуток времени судно опрокинулось и затонуло. При этом погибло 5 человек из числа находившихся на судне больных. В 1924 году судно было поднято и разобрано на части. В данном случае авария произошла по исключительной безграмотности и преступному легкомыслию механиков, нарушивших элементарные правила судовой дисциплины.

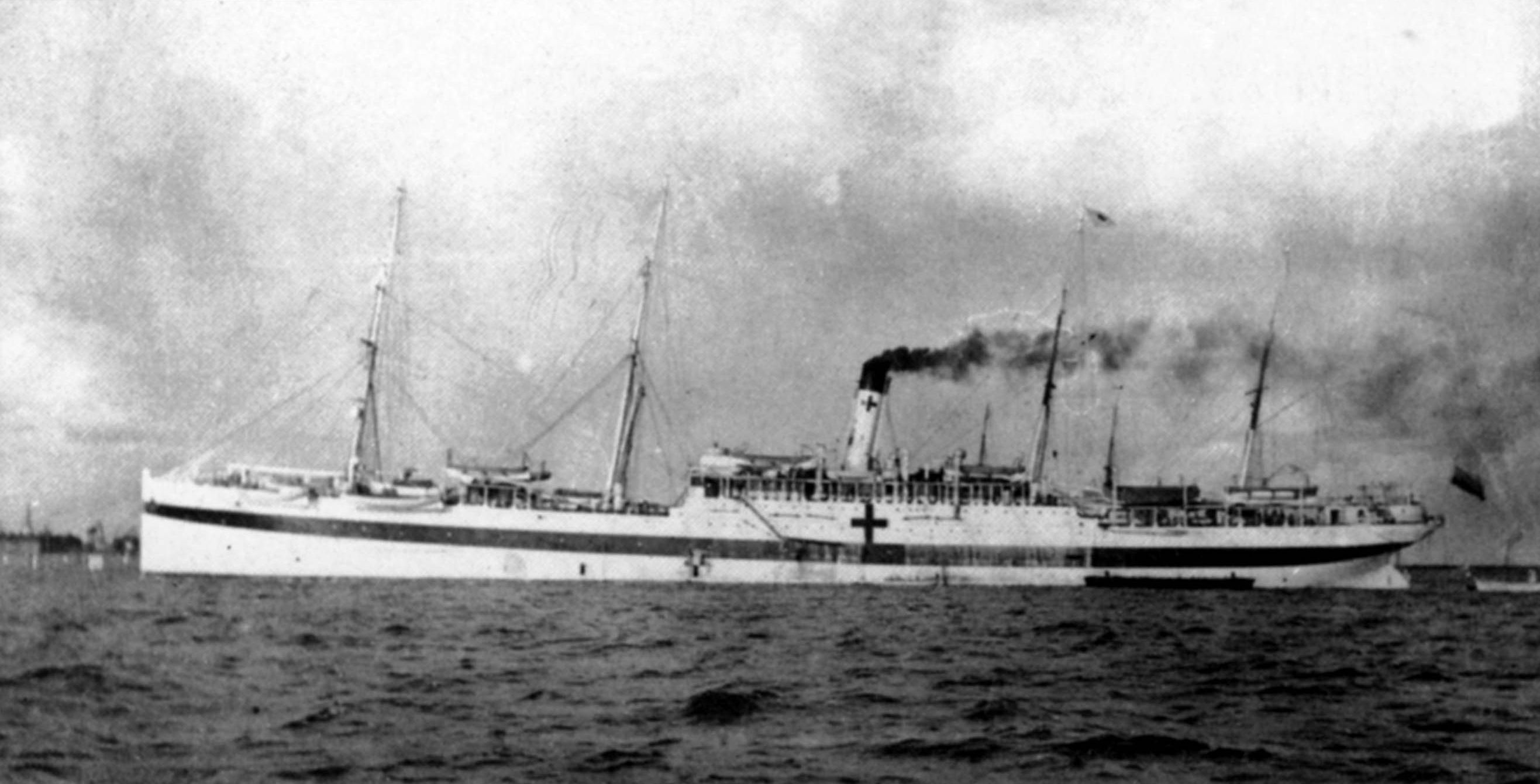
«Николаев» в качестве госпитального судна

## Командиры
- 14.11.1905 — врид капитан 2-го ранга Нехаев Константин Константинович
- 19.12.1910 — капитан 1-го ранга Ермаков Владимир Петрович
- 30.06.1914 — капитан 1-го ранга Никитин, Дмитрий Владимирович
- 01.08.1914 — врид капитан 2-го ранга Ромашев, Николай Николаевич (старший офицер)
- 01.06.1916 — капитан 1-го ранга Николай Иванович Паттон
- 11.03.1917 — мичман Грешнер Владимир Александрович
- на 1920 год Демкин Н. И.